# Комутативност
Појам комутативности се најчешће везује за бинарне математичке операције код којих редослед операнада не утиче на резултат операције. То је основно својство многих бинарних операција и од њега зависе многи математички докази. Најпознатије као име својства које на пример наводи да је „3 + 4 = 4 + 3” или „2 × 5 = 5 × 2”. Ово својство се такође може користити у напреднијим подешавањима. Име је потребно јер постоје операције, као што су дељење и одузимање, које га немају (на пример, „3 − 5 ≠  5 − 3“); такве операције нису комутативне, те се називају некомутативним операцијама. Идеја да су једноставне операције, као што су множење и сабирање бројева, комутативне је много година имплицитно претпостављана. Стога ово својство није добило име све до 19. века, када је математика почела да се формализује. Одговарајуће својство постоји за бинарне релације; за бинарну релацију се каже да је симетрична ако се релација примењује без обзира на редослед њених операнада; на пример, једнакост је симетрична пошто су два једнака математичка објекта једнака без обзира на њихов редослед.

## Математичке дефиниције
Бинарна операција {\displaystyle *} на скупу S је комутативна ако је
{\displaystyle x*y=y*x\qquad {\mbox{for all }}x,y\in S.} 
Операција која не задовољава горњу особину назива се некомутативном.
Може се рећи да је x комутативно са y или да су x и y комутативни у погледу {\displaystyle *} ако је
{\displaystyle x*y=y*x.}
Другим речима, операција је комутативна ако се сваки пар елемената комутативан.
Бинарна функција {\displaystyle f\colon A\times A\to B} се понекад назива комутативном ако је
{\displaystyle f(x,y)=f(y,x)\qquad {\mbox{ за свако }}x,y\in A.} Таква функција се чешће назива симетричном функцијом.

## Пример
Рецимо да је дефинисана бинарна операција {\displaystyle \otimes :M^{2}\rightarrow X} тако да за {\displaystyle \forall a,b\in M} важи:

{\displaystyle a\otimes b=b\otimes a}

Онда је ова операција према дефиницији комутативна.

## Уопштење
Овде се може направити и уопштење за {\displaystyle M^{n}\,}, {\displaystyle n\in N\land n\geq 2}. Операција {\displaystyle \otimes :M^{n}\rightarrow X} је комутативна ако за сваку {\displaystyle (a_{1},...,a_{n})\in M^{n}} и сваку њену пермутацију {\displaystyle (a_{\sigma (1)},...,a_{\sigma (n)})\,} важи:

{\displaystyle (a_{1},...,a_{n})=(a_{\sigma (1)},...,a_{\sigma (n)})\,} тј.
{\displaystyle a_{1}\otimes a_{2}\otimes \dots \otimes a_{n}=a_{\sigma (1)}\otimes a_{\sigma (2)}\otimes \dots \otimes a_{\sigma (n)}}

## Историја и етимологија
Записи о имплицитној употреби комутативног својства сежу у давна времена. Египћани су користили комутативно својство множења да би поједноставили рачунарске производе. Познато је да је Еуклид преузео комутативно својство множења у својој књизи Елементи. Формална употреба комутативног својства настала је крајем 18. и почетком 19. века, када су математичари почели да раде на теорији функција. Данас је комутативно својство добро познато и основно својство које се користи у већини грана математике.
Прва забележена употреба термина комутативно била је у мемоарима Франсоа Сервоа из 1814. године, који је користио реч комутативни када је описивао функције које имају оно што се данас зове комутативно својство. Реч је комбинација француске речи commuter што значи „заменити или променити” и суфикса -ative што значи „тежња ка”, тако да реч дословно значи „тежња да се замени или промени”. Термин се тада појавио на енглеском 1838. године у чланку Данкана Фаркухарсона Грегорија под насловом „О стварној природи симболичке алгебре“ објављеном 1840. године у часопису Transactions of the Royal Society of Edinburgh.

## Пропозициона логика

### Правило замене
У истинитосно-функционалној пропозиционој логици, комутација или комутативност се односи на два важећа правила замене. Правила дозвољавају транспоновање пропозиционих променљивих унутар логичких израза у логичким доказима. Правила су:
{\displaystyle (P\lor Q)\Leftrightarrow (Q\lor P)}
и 
{\displaystyle (P\land Q)\Leftrightarrow (Q\land P)}
где је „{\displaystyle \Leftrightarrow }” металогички симбол који представља „може се заменити у доказу са”.

### Истиносно функционални спојеви
Комутативност је својство неких логичких спојева истинито функционалне пропозиционе логике. Следеће логичке еквиваленције показују да је комутативност својство одређених веза. Следе истинитосно-функционалне таутологије.
Комутативност конјункције{\displaystyle (P\land Q)\leftrightarrow (Q\land P)}
Комутативност дисјункције{\displaystyle (P\lor Q)\leftrightarrow (Q\lor P)}
Комутативност импликације (назива се и закон пермутације){\displaystyle (P\to (Q\to R))\leftrightarrow (Q\to (P\to R))}
Комутативност еквиваленције (назива се и потпуни комутативни закон еквиваленције){\displaystyle (P\leftrightarrow Q)\leftrightarrow (Q\leftrightarrow P)}

## Теорија скупова
У теорији група и скупова, многе алгебарске структуре се називају комутативним када одређени операнди задовоље комутативно својство. У вишим гранама математике, као што су анализа и линеарна алгебра, комутативност добро познатих операција (као што су сабирање и множење на реалним и комплексним бројевима) се често користи (или имплицитно претпоставља) у доказима.

## Математичке структуре и комутативност
- Комутативна полугрупа је скуп који има тоталну, асоцијативну и комутативну операцију.[17][18]
- Ако операција додатно има елемент идентитета, постоји комутативни моноид.[19]
- Абелова група, или комутативна група је група чија је групна операција комутативна.[15]
- Комутативни прстен је прстен чије је множење комутативно. (Сабирање у прстену је увек комутативно.)[20]
- У пољу су и сабирање и множење комутативни.[21]